# Lekkoatletyka na Letnich Igrzyskach Paraolimpijskich 2004 – bieg na 200 metrów kl. T12 mężczyzn
W biegu na 200 metrów kl. T12 mężczyzn (zawodnicy niedowidzący) podczas Letnich Igrzysk Paraolimpijskich 2004 rywalizowało ze sobą 28 zawodników.

## Wyniki

### Eliminacje
Bieg 1
| Poz. | Zawodnik           | Narodowość        | Rezultat | Uwagi |
| ---- | ------------------ | ----------------- | -------- | ----- |
| 1    | Adekundo Adesoji   | Nigeria           | 21.77    | Q, WR |
| 2    | Hilton Langenhoven | Południowa Afryka | 22.62    | q     |
| 3    | Goran Zezelj       | Chorwacja         | 23.53    |       |
| 4    | Aliaksandr Bastian | Białoruś          | 24.24    |       |

Bieg 2
| Poz. | Zawodnik           | Narodowość  | Rezultat | Uwagi |
| ---- | ------------------ | ----------- | -------- | ----- |
| 1    | Matthias Schroeder | Niemcy      | 22.23    | Q     |
| 2    | Li Qiang           | Chiny       | 22.96    | q     |
|      | Omar Turro         | Kuba        | DNF      |       |
|      | Oleg Panyutin      | Azerbejdżan | DNF      |       |

Bieg 3
| Poz. | Zawodnik          | Narodowość | Rezultat | Uwagi |
| ---- | ----------------- | ---------- | -------- | ----- |
| 1    | Gabriel Potra     | Portugalia | 23.30    | Q     |
| 2    | Ioannis Stavridis | Grecja     | 23.70    |       |
|      | Daniel Woźniak    | Polska     | DNF      |       |
|      | Redouane Merah    | Algieria   | DNS      |       |

Bieg 4
| Poz. | Zawodnik           | Narodowość | Rezultat | Uwagi |
| ---- | ------------------ | ---------- | -------- | ----- |
| 1    | Li Yansong         | Chiny      | 22.95    | Q     |
| 2    | Igor Pashchenko    | Ukraina    | 23.51    |       |
| 3    | Chararn Kajornvech | Tajlandia  | 24.04    |       |
| 4    | Breylin Martinez   | Dominikana | 26.29    |       |

Bieg 5
| Poz. | Zawodnik             | Narodowość       | Rezultat | Uwagi |
| ---- | -------------------- | ---------------- | -------- | ----- |
| 1    | Alaksandr Kuźmiczow  | Białoruś         | 22.94    | Q     |
| 2    | Abdulhadi Al Yousef  | Arabia Saudyjska | 23.64    |       |
| 3    | Juan Antonio Nogales | Hiszpania        | 23.65    |       |
| 4    | Julio Souza          | Brazylia         | 57.89    |       |

Bieg 6
| Poz. | Zawodnik               | Narodowość        | Rezultat | Uwagi |
| ---- | ---------------------- | ----------------- | -------- | ----- |
| 1    | Francisco Jose Sanchez | Hiszpania         | 23.36    | Q     |
| 2    | Nelacey Porter         | Stany Zjednoczone | 23.38    | q     |
| 3    | Jose Villarreal        | Wenezuela         | 23.50    | q     |
| 4    | Richard Souci          | Mauritius         | 24.80    |       |

Bieg 7
| Poz. | Zawodnik             | Narodowość | Rezultat | Uwagi |
| ---- | -------------------- | ---------- | -------- | ----- |
| 1    | Ricardo Santana      | Wenezuela  | 22.55    | Q     |
| 2    | Andrey Koptev        | Rosja      | 23.12    | q     |
| 3    | Mohd Hisham Khaironi | Malezja    | 23.63    |       |
| 4    | Matteo Tassetti      | Włochy     | 24.41    |       |

### Półfinały
Bieg 1
| Poz. | Zawodnik               | Narodowość        | Rezultat | Uwagi |
| ---- | ---------------------- | ----------------- | -------- | ----- |
| 1    | Adekundo Adesoji       | Nigeria           | 22.02    | Q     |
| 2    | Francisco Jose Sanchez | Stany Zjednoczone | 23.26    |       |
| 3    | Gabriel Potra          | Portugalia        | 23.34    |       |
| 4    | Jose Villarreal        | Wenezuela         | 23.59    |       |

Bieg 2
| Poz. | Zawodnik           | Narodowość        | Rezultat | Uwagi |
| ---- | ------------------ | ----------------- | -------- | ----- |
| 1    | Matthias Schroeder | Niemcy            | 21.74    | Q     |
| 2    | Li Yansong         | Chiny             | 22.15    | q     |
| 3    | Hilton Langenhoven | Południowa Afryka | 22.49    |       |
| 4    | Nelacey Porter     | Stany Zjednoczone | 22.66    |       |

Bieg 3
| Poz. | Zawodnik            | Narodowość | Rezultat | Uwagi |
| ---- | ------------------- | ---------- | -------- | ----- |
| 1    | Ricardo Santana     | Wenezuela  | 22.54    | Q     |
| 2    | Alaksandr Kuźmiczow | Białoruś   | 22.68    |       |
| 3    | Li Qiang            | Chiny      | 22.73    |       |
| 4    | Andrey Koptev       | Rosja      | 23.71    |       |

### Finały
Finał B
| Poz. | Zawodnik            | Narodowość        | Rezultat | Uwagi |
| ---- | ------------------- | ----------------- | -------- | ----- |
| 1    | Li Qiang            | Chiny             | 22.81    |       |
| 2    | Nelacey Porter      | Stany Zjednoczone | 23.06    |       |
| 3    | Alaksandr Kuźmiczow | Białoruś          | 23.08    |       |
|      | Hilton Langenhoven  | Południowa Afryka | DNS      |       |

Finał A
| Poz. | Zawodnik           | Narodowość | Rezultat | Uwagi |
| ---- | ------------------ | ---------- | -------- | ----- |
| 1    | Adekundo Adesoji   | Nigeria    | 21.78    |       |
| 2    | Matthias Schroeder | Niemcy     | 21.91    |       |
| 3    | Ricardo Santana    | Wenezuela  | 22.46    |       |
| 4    | Li Yansong         | Chiny      | 22.53    |       |